# أوسكار بوزي
أوسكار بوزي (بالإيطالية: Oscar Pozzi)‏ مواليد 27 ديسمبر 1971 في ليكو، إيطاليا، هو دراج إيطالي سابق في صنف سباق الدراجات على الطريق.

## روابط خارجية
- أوسكار بوزي على موقع أرشيف الدراجات (الإنجليزية)
- أوسكار بوزي على موقع إحصائيات الدراجات الإحترافية (الإنجليزية)
- أوسكار بوزي على موقع نسبة الدراجات (الإنجليزية)